# Qualifications de la zone Asie pour la Coupe du monde de rugby à XV 2011
Navigation
Qualifications Coupe du monde 2007 Qualifications Coupe du monde 2015
Les qualifications de la zone Asie pour la Coupe du monde de rugby à XV 2011 se disputent parallèlement au Tournoi asiatique des Cinq Nations, une compétition continentale de rugby à XV qui a vocation à être disputée chaque année par les cinq meilleures équipes d'Asie. Les équipes s'affrontent dans une phase de qualification organisée sur plusieurs tours du 11 juin 2008 au 22 mai 2010. Le premier se qualifie directement pour la phase finale. Le deuxième est repêché pour les barrages.

## Équipes participantes
| - Corée du Sud - Golfe Persique - Hong Kong - Inde | - Japon - Kazakhstan - Malaisie - Pakistan | - Sri Lanka - Taipei chinois - Thaïlande |

## 1erTour

### Demi-finales
- 11 juin 2008  Malaisie 30-5  Pakistan
- 11 juin 2008  Thaïlande 30-22  Inde

### Match pour la3eplace
- 14 juin 2008  Pakistan 0-92  Inde

### Finale
La Thaïlande se qualifie pour le second tour :
- 14 juin 2008  Malaisie 7-30  Thaïlande

## 2eTour

### Demi-finales
- 8 avril 2009  Taipei chinois 36-24  Sri Lanka
- 8 avril 2009  Golfe Persique 36-17  Thaïlande

### Match pour la3eplace
- 11 avril 2009  Sri Lanka 51-17  Thaïlande

### Finale
L'équipe du golfe Persique se qualifie pour le tour final, le Tournoi asiatique des Cinq Nations  2010 :
- 11 avril 2009  Golfe Persique 44-24  Taipei chinois

## 3eTour
Le Tournoi asiatique des Cinq Nations sert de troisième tour pour la phase de qualification. Il réunit les quatre meilleures équipes asiatiques, le Japon, la Corée du Sud, Hong Kong, le Kazakhstan ainsi que le vainqueur du deuxième tour, l'équipe du golfe Persique. Le Japon, vainqueur du tournoi, est qualifié directement pour la Coupe du monde et le Kazakhstan, deuxième, est reversé en barrages. 

### Classement
| Rang | Nation         | J | V | N | D | Bo | Bd | Pm  | Pe  | Diff | Pts |
| ---- | -------------- | - | - | - | - | -- | -- | --- | --- | ---- | --- |
| 1    | Japon          | 4 | 4 | 0 | 0 | 4  | 0  | 326 | 30  | +296 | 24  |
| 2    | Kazakhstan     | 4 | 2 | 0 | 2 | 2  | 1  | 97  | 173 | -76  | 13  |
| 3    | Hong Kong      | 4 | 2 | 0 | 2 | 1  | 1  | 65  | 133 | -68  | 12  |
| 4    | Golfe Persique | 4 | 2 | 0 | 2 | 0  | 0  | 70  | 131 | -61  | 10  |
| 5    | Corée du Sud   | 4 | 0 | 0 | 4 | 0  | 2  | 65  | 156 | -91  | 2   |

|  | Qualifié pour la Coupe du monde (no 1). |
|  | Qualifié pour les barrages (no 2).      |

Attribution des points : Cinq points sont attribués pour une victoire, trois points pour un match nul, aucun point en cas de défaite. Un point de bonus est accordé à l'équipe qui marque au moins quatre essais ou qui perd par moins de huit points.

### Résultats
Première journée
| 24 avril 2010 | Hong Kong | Hong Kong  | 32 – 8  | Corée du Sud   |
| 24 avril 2010 | Almaty    | Kazakhstan | 43 – 28 | Golfe Persique |

Deuxième journée
| 30 avril 2010 | Bahreïn   | Golfe Persique | 16 – 9  | Hong Kong |
| 1er mai 2010  | Gyeongsan | Corée du Sud   | 13 – 71 | Japon     |

Troisième journée
| 8 mai 2010 | Hong Kong | Hong Kong | 19 – 15 | Kazakhstan     |
| 8 mai 2010 | Tokyo     | Japon     | 60 – 5  | Golfe Persique |

Quatrième journée
| 14 mai 2010 | Dubaï | Golfe Persique | 21 – 19 | Corée du Sud |
| 15 mai 2010 | Tokyo | Japon          | 101 – 7 | Kazakhstan   |

Cinquième journée
| 22 mai 2010 | Tokyo   | Japon        | 94 – 5  | Hong Kong  |
| 22 mai 2010 | Incheon | Corée du Sud | 25 – 32 | Kazakhstan |